# Isole Fay
Le isole Fay sono un gruppo di isole disabitate del Territorio di Nunavut, in Canada.

## Geografia
Il gruppo è composto in totale da quattro isole e fa parte delle isole Sverdrup, situate nella regione di Qikiqtaaluk. Si trovano nel canale di Sverdrup tra l'isola Meighen e la costa occidentale dell'isola di Axel Heiberg. A sud delle Fay vi sono invece l'isola Amund Ringnes ed il canale di Peary. Sono di dimensioni estremamente ridotte, pertanto vengono talvolta erroneamente scambiate per dei ghiacciai ricoperti di sedimenti.